# Plage du Français
La plage du Français, ou Praia do Francês en portugais, est une plage de sable de l'océan Atlantique sur le territoire de la commune de Marechal Deodoro, dans l'Alagoas, au Brésil.